# Kanton Garges-lès-Gonesse-Est
Kanton Garges-lès-Gonesse-Est is een voormalig kanton van het Franse departement Val-d'Oise. Kanton Garges-lès-Gonesse-Est maakte deel uit van het arrondissement Sarcelles en telde 23.052 inwoners (1999). Het werd opgeheven bij decreet van 17 februari 2014 met uitwerking in maart 2015

## Gemeenten
Het kanton Garges-lès-Gonesse-Est omvatte de volgende gemeente:
- Garges-lès-Gonesse (deels)
- Bonneuil-en-France